# 5409 Saale
5409 Saale è un asteroide della fascia principale. Scoperto nel 1962, presenta un'orbita caratterizzata da un semiasse maggiore pari a 2,6157791 au e da un'eccentricità di 0,1586590, inclinata di 8,76684° rispetto all'eclittica.
L'asteroide è dedicato all'omonimo fiume tedesco.